# Великорусавська сільська рада
Великорусавська сільська рада — колишній орган місцевого самоврядування у Томашпільському районі Вінницької області з центром у с. Велика Русава.

## Населені пункти
Сільській раді були підпорядковані населені пункти:
- с. Велика Русава

## Склад ради
Рада складалася з 16 депутатів та голови.